# Titus Salt
Titus Salt, (20 de septiembre de 1803 - 29 de diciembre de 1876), fue un industrial, político y filántropo británico. Afincado en Bradford, fundó Salt Mill, una gran fábrica textil, así como la localidad anexa de Saltaire, que nació como una colonia para los trabajadores de la factoría.

## Semblanza
El padre de Salt, Daniel, un granjero que comerciaba con fertilizantes, envió a Titus a una escuela en Batley y luego a otra cerca de Wakefield. Su madre, Grace, era hija de Isaac Smithies, de The Manor House, Morley. La familia Salt vivió en Manor Farm (ahora The Manor, un pub) en Crofton, cerca de Wakefield, entre 1813 y 1819.
Después de trabajar durante dos años como tratante de lana en Wakefield, se asoció con su padre en la empresa Daniel Salt and Son. La empresa comerciaba con lana rusa Donskoi, que no se utilizaba en telas de lana peinada de alta calidad. Titus visitó a los hilanderos de Bradford tratando de interesarlos sin éxito en la posible nueva aplicación de la lana rusa, por lo que decidió establecerse como hilandero y fabricante por su cuenta.
En 1836, Salt encontró unos fardos de lana de Alpaca en un almacén de Liverpool y, después de tomar algunas muestras para experimentar con ellas, regresó y compró el envío. Aunque no fue el primero en Inglaterra en trabajar con esta fibra, fue el creador de la tela lustrosa conocida como 'alpaca', que se convirtió en un lujoso artículo de moda. (El descubrimiento fue descrito por Charles Dickens en una forma ligeramente ficticia en su obra Household Words).

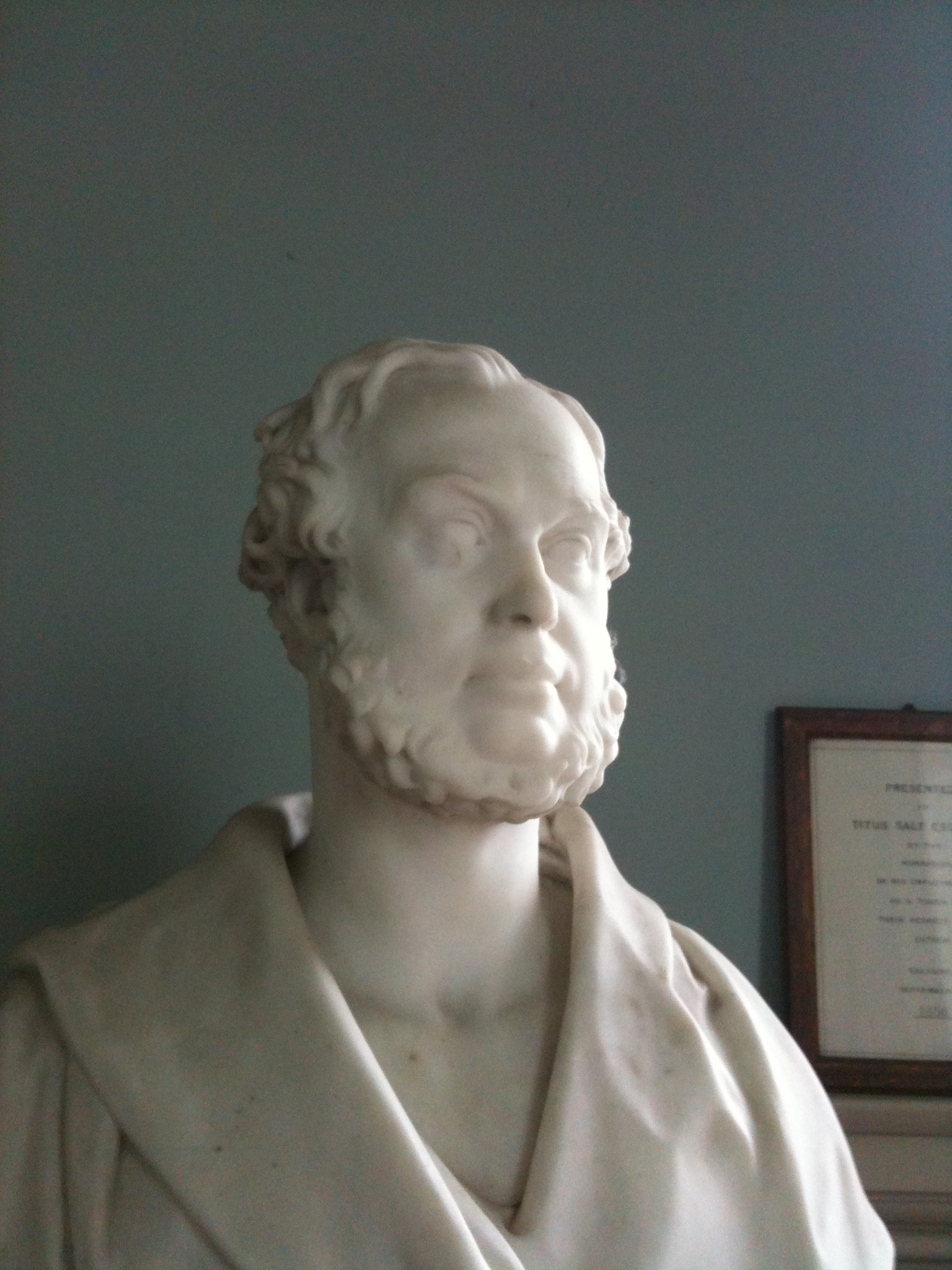
Busto de Titus Salt, un regalo de sus trabajadores en 1856. Actualmente se encuentra en la Iglesia Reformada Unida de Saltaire

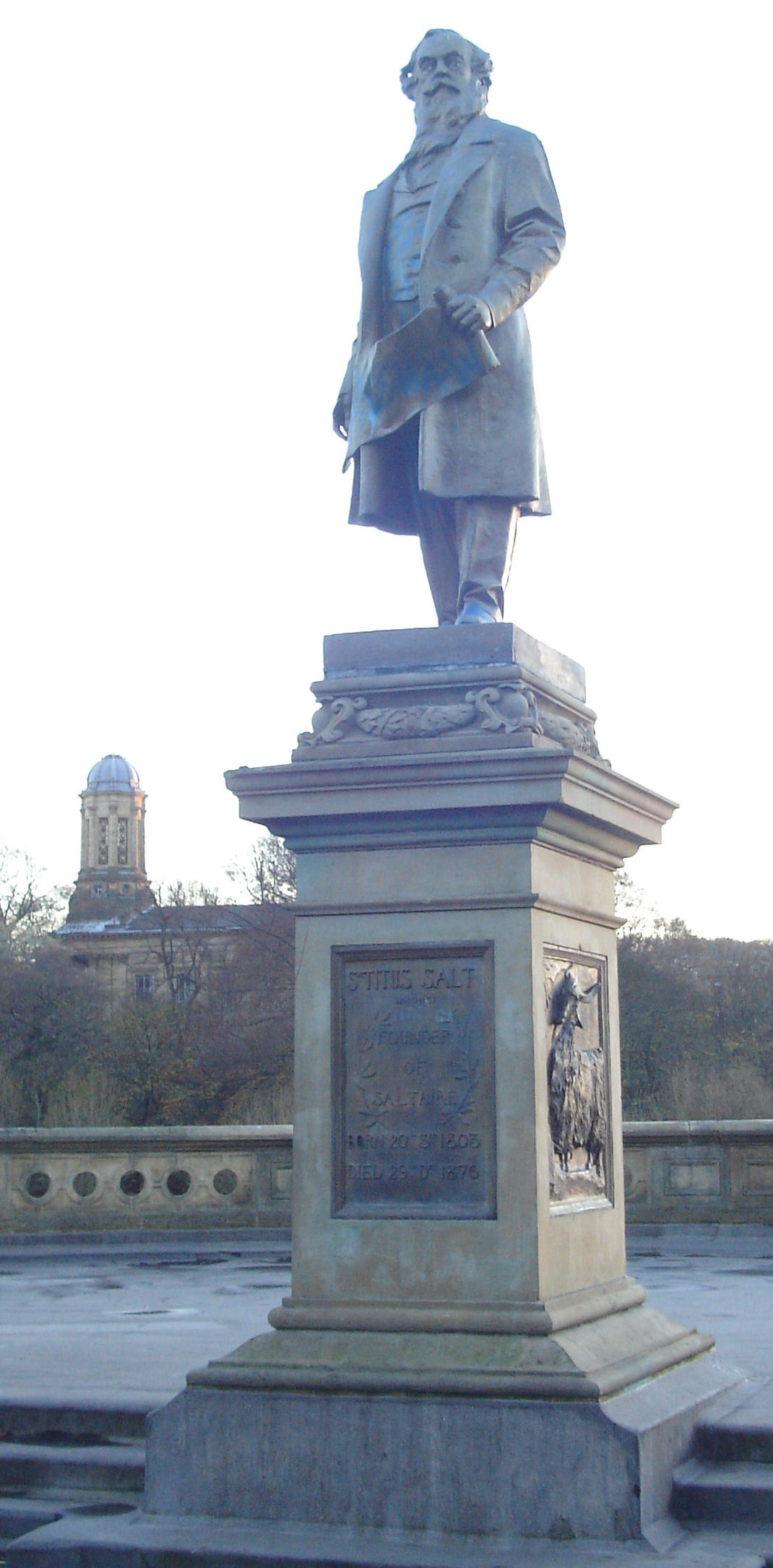
Estatua de Titus Salt en Roberts Park

En 1833 se hizo cargo del negocio de su padre y en veinte años lo había expandido hasta convertirse en el empleador más grande de Bradford, ciudad de la que fue nombrado alcalde en 1848. Para evitar el problema del humo generado por las fábricas, Salt intentó sin éxito limpiar la contaminación utilizando un dispositivo llamado Rodda Smoke Burner.
Ese mismo año de 1848 resultó elegido diputado liberal, aunque perdió el escaño dos años más tarde. Alrededor de 1850, decidió construir una fábrica lo suficientemente grande como para concentrar su actividad de fabricación textil en un solo lugar, pero "no le gustó la idea de aumentar la actividad en un municipio ya superpoblado" y compró un terreno a tres millas del pueblo en Shipley, junto al río Aire, el canal de Leeds y Liverpool y el Ferrocarril Midland. La nueva factoría (conocida actualmente como Salt Mill), comenzó a construirse en 1851, y sería inaugurada con un gran banquete en su 50 cumpleaños, el 20 de septiembre de 1853. El complejo industrial incluyó la construcción de viviendas, baños públicos, un instituto, hospital, asilos e iglesias, que conformaron el pueblo modelo de Saltaire.
Construyó la iglesia congregacional, que ahora es la Iglesia Reformada Unida de Saltaire, a sus propias expensas en 1858-1859 y donó el terreno en el que se construyó la capilla wesleyana por suscripción pública en 1866-1868. Prohibió las 'cervecerías' en Saltaire, pero la suposición común de que él mismo era abstemio es falsa. También desempeñó los cargos de juez de paz del condado y también de Lord Teniente adjunto.

Salt era un hombre reservado y no dejó una declaración escrita de sus propósitos al crear Saltaire, pero le dijo a Lord Harewood en la inauguración que había construido el lugar "para hacer el bien y dar empleo a sus hijos". David James efectuó la valoración siguiente:
"Los motivos de Salt para construir Saltaire siguen estando oscuros. Parecen haber sido una mezcla de economía sólida, deber cristiano y el deseo de tener un control efectivo sobre su fuerza laboral. Había razones económicas para mudarse de Bradford, y la aldea le proporcionó una mano de obra amable y cuidadosamente seleccionada. Sin embargo, Salt era profundamente religioso y creía sinceramente que, al crear un entorno en el que las personas pudieran llevar una vida sana, virtuosa y piadosa, estaba contribuyendo a la obra de Dios. Quizás, además, por tímido y carente de segundas intenciones que fuera, la aldea pudo haber sido una forma de demostrar el alcance de su riqueza y poder. Por último, también puede haberlo visto como un medio de establecer una dinastía industrial a la altura de las haciendas de sus contemporáneos de Bradford. Sin embargo, Saltaire no proporcionó una solución real a la relación entre empleador y trabajador. Su pequeño tamaño, emplazamiento saludable y relativo aislamiento proporcionaron un escape más que una respuesta a los problemas de la sociedad industrial urbana".
Salt fue jefe de policía de Bradford antes de su designación como municipio en 1847 y, posteriormente, concejal mayor. Fue el segundo alcalde en el cargo de 1848 a 1849 y más tarde fue teniente adjunto para el West Riding de Yorkshire. En 1857, fue presidente de la cámara de comercio de Bradford y desempeñó distintas labores como miembro liberal del Parlamento por Bradford desde 1859 hasta que se retiró por problemas de salud el 1 de febrero de 1861. El 30 de octubre de 1869, fue nombrado Baronet, de Saltaire y Crow Nest en el condado de York.

## Muerte y legado
Murió en Crow Nest, Lightcliffe, cerca de Halifax en 1876 y fue enterrado en la Iglesia Congregacional de Saltaire. "Las estimaciones varían, pero el número de personas en la ruta [del funeral] probablemente excedió las 100.000".
Se casó con Caroline, hija de George Whitlam, de Great Grimsby, el 21 de agosto de 1830, y tuvieron cinco hijos y tres hijas.
- Sir William Henry Salt, segundo baronet (11 de diciembre de 1831-1892), casado en 1854 con Emma Dove Octaviana Harris (fallecida en 1904), hija única de John Dove Harris y Emma Shirley de Knighton, Leicester.
- George Salt (22 de abril de 1833) - 8 de mayo de 1913) se casó en 1875 con Jennie Louisa Fresco de Florencia
- Edward Salt de Bathampton House (3 de abril de 1837 - 24 de octubre de 1903) se casó por primera vez en 1861 con Mary Jane Susan, hija mayor de Samuel Elgood, de Leicester; y en segundo lugar, se casó en 1871 con Sarah Amelie, hija mayor de William Rouse, de Burley House, York
- Herbert Salt (17 de abril de 1840) - 21 de julio de 1912) se casó por primera vez, en 1889, con Elizabeth, hija de John Douglas Ferrell; y se casó en segundo lugar, en 1899, con Margaret, viuda de Christopher Robert de Lacey
- Titus Salt DL JP (28 de agosto de 1843 - 19 de noviembre de 1887) se casó en 1866, con Catherine, la hija mayor sobreviviente de Joseph Crossley de Broomfield, Halifax, sobrina de Sir Francis Crossley, 1.er Baronet.